# Lauro Bordin
Pour les articles homonymes, voir Bordin.
Lauro Bordin (né le 7 juillet 1890 à Crespino, la province de Rovigo, en Vénétie et mort le 19 mai 1963 à Milan) était un coureur cycliste italien. Il a notamment remporté le Tour de Lombardie 1914 et trois étapes du Tour d'Italie.

## Palmarès
- 1909
  - 3e du Tour de Vénétie
- 1910
  - Imola-Piacenza-Imola
- 1911
  - 8e étape du Tour d'Italie
- 1912
  - 6e étape du Tour d'Italie
  - 3e du Tour d'Italie avec Gerbi (classement par équipes)
- 1913
  - Giro del Polesine
  - 8e étape du Tour d'Italie
  - 2e du championnat d'Italie sur route
- 1914
  - Tour de Lombardie
- 1915
  - Corsa Territoriali
  - 3e de Milan-Turin
- 1918
  - Milan-Varèse
  - 2e de Milan-Modène
- 1919
  - 3e de Tour d'Émilie
  - 8e du Tour d'Italie
- 1920
  - 2e de Rome-Naples-Rome
  - 3e de Milan-Modène
  - 3e de Turin-Gênes

## Résultats sur les grands tours

### Tour d'Italie
11 participations :
- 1910 : abandon
- 1911 : 17e, vainqueur de la 8e étape
- 1912 : 3e (classement par équipes), vainqueur de la 6e étape
- 1913 : 17e, vainqueur de la 8e étape
- 1914 : abandon
- 1919 : 8e
- 1920 : abandon
- 1921 : 16e
- 1922 : abandon
- 1923 : abandon
- 1924 : abandon

### Tour de France
4 participations :
- 1910 : abandon (7e étape)
- 1919 : non-partant (1re étape)
- 1920 : non-partant (1re étape)
- 1922 : abandon (5e étape)